# Lütetsburg
Lütetsburg (Lütsbörg) est une commune de l'arrondissement d'Aurich en Basse-Saxe, Allemagne.

## Personnalités liées à la ville
- Wilhelm von Knyphausen (1716-1800), militaire né à Lütetsburg.
- Edzard zu Innhausen und Knyphausen (1827-1908), homme politique mort au château de Lütetsburg (de)